# Whitechapel (stacja kolejowa)
Whitechapel – stacja kolejowa i jednocześnie stacja metra w Londynie, na terenie London Borough of Tower Hamlets. Jest zarządzana przez metro londyńskie, którego pociągi zatrzymują się na niej na dwóch liniach - District Line oraz Hammersmith & City Line. W roku 2008 z tej części stacji skorzystało 11,55 mln pasażerów. Kolejową część stacji obsługuje London Overground, w którego sieci jest ona częścią East London Line. Stacja należy do drugiej strefy biletowej.